# Calocolobopterus diabolus
Calocolobopterus diabolus är en skalbaggsart som beskrevs av S. Endrödi 1957. Calocolobopterus diabolus ingår i släktet Calocolobopterus och familjen Aphodiidae. Inga underarter finns listade.